# Поля (Ленинградская область)
Поля́ — деревня в Лужском районе Ленинградской области, входит в состав Толмачёвского городского поселения.

## История
Впервые упоминается в писцовых книгах Шелонской пятины 1571 года, как деревня Поля — 4 обжи, сенокос на реке Сабе, отхожая пожня Новая на Луге на Вотской стороне, в Дремяцком погосте Новгородского уезда.
Усадище Поля в Дремяцком погосте по переписи 1710 года числилось за Степаном Дмитриевичем Глотовым, помещиком 55 лет.
На карте Санкт-Петербургской губернии Ф. Ф. Шуберта 1834 года она обозначена, как деревня Поля помещика Рау.

ПОЛЯ — деревня принадлежит:

Поручику Фон-Рау, жителей по ревизии: 24 м. п., 22 ж. п.

Подпоручице Фон-Рау, жителей по ревизии: 21 м. п., 24 ж. п. (1838 год)

Деревня Поля отмечена на карте профессора С. С. Куторги 1852 года.

ПОЛА — деревня господина Фон-Рау, по просёлочной дороге, число дворов — 9, число душ — 30. (1856 год)

ПОЛЯ — деревня, число жителей по X-ой ревизии 1857 года: 29 м. п., 31 ж. п. (из них дворовых людей — 4 м. п., 7 ж. п.)

ПОЛЯ — деревня владельческая и мыза при реке Сабе, число дворов — 13, число жителей: 35 м. п., 45 ж. п.; Часовня православная. (1862 год)

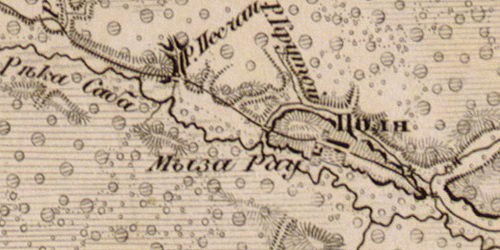
Деревня Поля на карте 1863 года

Согласно карте из «Исторического атласа Санкт-Петербургской Губернии» 1863 года в деревне Поля находилась мыза Рау.
В 1871—1872 годах временнообязанные крестьяне деревни выкупили свои земельные наделы у П. И. фон Рау и стали собственниками земли.
Согласно подворной описи 1882 года:

ПОЛЯ — деревня Польского общества Красногорской волости
  
домов — 16, душевых наделов — 23, семей — 12, число жителей — 42 м. п., 29 ж. п.; разряд крестьян — собственники

Согласно материалам по статистике народного хозяйства Лужского уезда 1891 года, имение при селении Поля площадью 381 десятина принадлежало дворянке О. П. Метте с двумя сёстрами, имение было приобретено до 1868 года, а усадьба Поля площадью 300 десятин принадлежала жене коллежского регистратора М. М. фон Рау, усадьба была приобретена в 1886 году за 3000 рублей. Кроме того, пустошь Поля площадью 16 десятин принадлежала лифляндскому уроженцу Ю. М. Падаясу, пустошь была приобретена в 1886 году за 185 рублей; вторая пустошь площадью 40 десятин принадлежала остзейскому уроженцу М. Пертенсону, пустошь была приобретена в 1886 году за 281 рубль; третья пустошь площадью 60 десятин принадлежала остзейскому уроженцу Я. Таппу, пустошь была приобретена в 1886 году за 600 рублей, четвёртая пустошь, площадью 1180 десятин, принадлежала местной крестьянке М. Т. Степановой, пустошь была приобретена в 1887 году за 12 000 рублей.
В 1900 году, согласно «Памятной книжке Санкт-Петербургской губернии», земли деревни Поля принадлежали: купцу Кузьме Михайловичу Алексееву — 300 десятин, потомственному почётному гражданину Станиславу Станиславовичу Бутковскому — 288 десятин, полковнику Адольфу Игнатьевичу Верещаку — 1186 десятин, мещанину Матису Петерсону — 40 десятин, жене мичмана Наталье Павловне Сергеевой — 191 десятина, мещанину Михаилу Паку — 60 десятин, отставному рядовому Якобу Ивановичу Тицу — 50 десятин.
В XIX — начале XX века деревня административно относилась к Красногорской волости 1-го стана Лужского уезда Санкт-Петербургской губернии.
По данным «Памятной книжки Санкт-Петербургской губернии» за 1905 год земли деревни Поля принадлежали: купцу Кузьме Михайловичу Алексееву — 300 десятин, потомственному почётному гражданину Станиславу Станиславовичу Бутковскому — 288 десятин, полковнику Адольфу Игнатьевичу Верещаку — 1186 десятин, жене поручика Софии Павловне Ефремовой — 107 десятин, жене кандидата права Анне Павловне Капацинской — 105 десятин, мещанину Матису Петерсону — 40 десятин, жене мичмана Наталье Павловне Сергеевой — 191 десятина, отставному рядовому Якобу Ивановичу Тицу — 50 десятин.
С 1917 по 1920 год деревня входила в состав Польского сельсовета Красногорской волости Лужского уезда, затем — Ветчинского сельсовета.

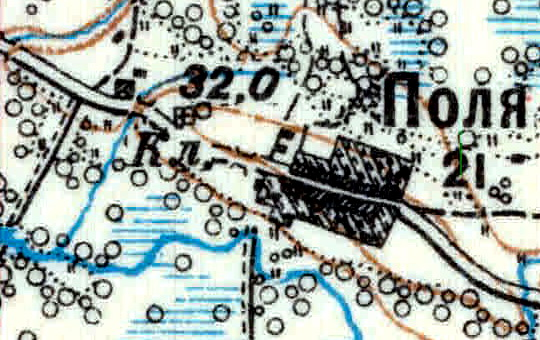
План деревни Поля. 1926 год

В 1926 году деревня насчитывала 21 крестьянский двор.
В 1928 году население деревни составляло 161 человек.
По данным 1933 года деревня Поля входила в состав Ветчинского сельсовета Лужского района.
C 1 августа 1941 года по 31 января 1944 года — находилась в оккупации.
В 1954 году деревня была передана в состав Красногорского сельсовета.
В 1958 году население деревни составляло 34 человека.
По данным 1966 и 1973 годов деревня Поля входила в состав Красногорского сельсовета.
По данным 1990 года деревня Поля входила в состав Толмачёвского сельсовета.
В 1997 году в деревне Поля Толмачёвской волости проживали 17 человек, в 2002 году — 12 человек (все русские).
В 2007 году в деревне Поля Толмачёвского ГП — 6.

## География
Поля расположены в северо-западной части района на северной стороне автодороги 41А-186 (Толмачёво — автодорога «Нарва»).
Расстояние до административного центра поселения — 42 км. Расстояние до ближайшей железнодорожной станции Толмачёво — 37 км.
К югу от деревни протекает река Саба, левый приток Луги.
Ближайшие населённые пункты: деревни Высокая Грива, Шаломино.

## Демография
| 2007 | 2010 | 2017 |
| ---- | ---- | ---- |
| 6    | ↘4   | ↗8   |

## Фото

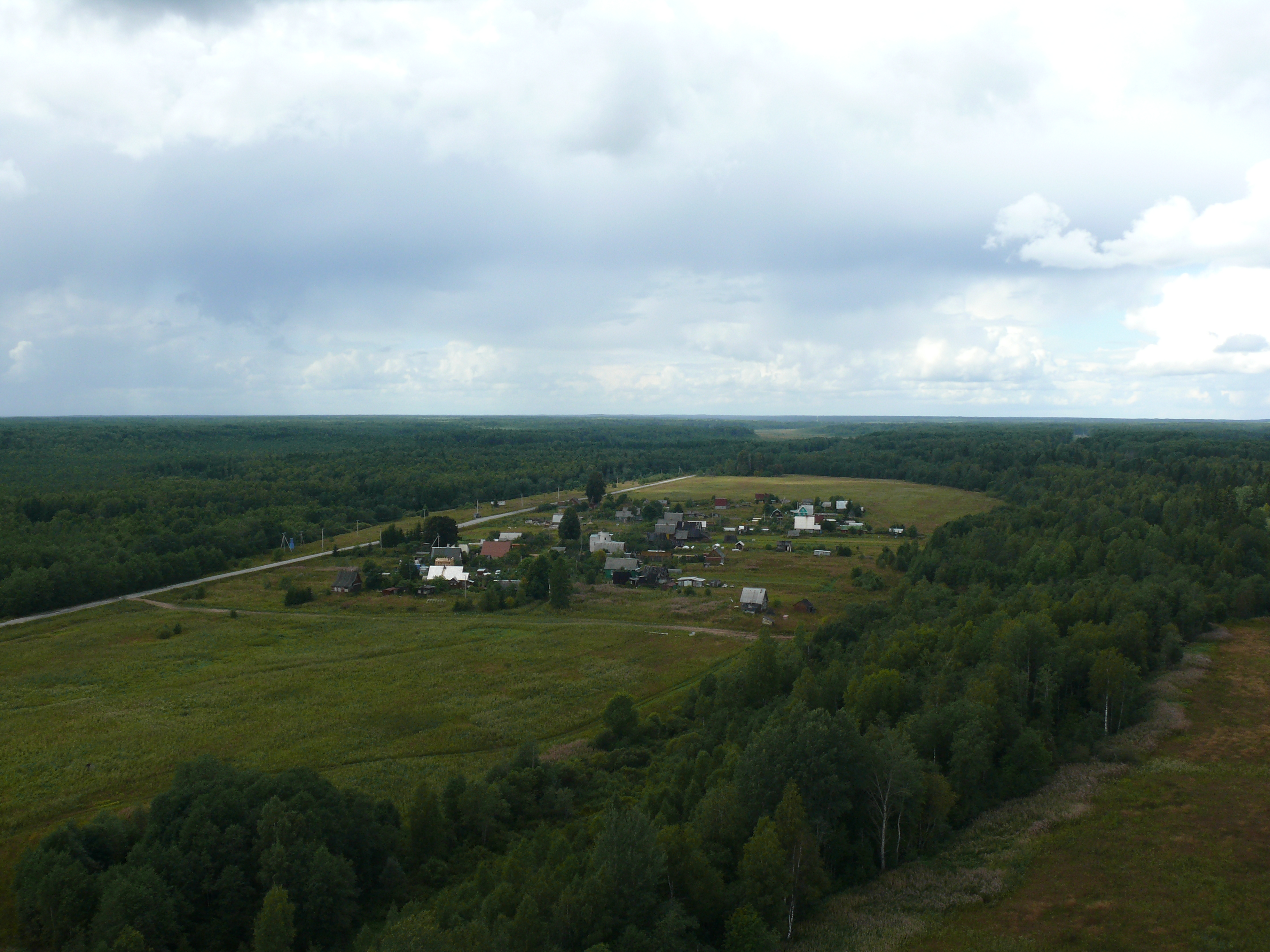
Вид на деревню с востока. 2011 год